# .rw
.rw ist die länderspezifische Top-Level-Domain (ccTLD) des Staates Ruanda. Sie existiert seit dem 21. Oktober 1996 und wird von der Rwanda Information Communication and Technology Association (RICTA) verwaltet.

## Geschichte
Die Top-Level-Domain wurde zunächst durch NIC Congo Interpoint mit Sitz in Kinshasa verwaltet, das Adressen teilweise kostenlos vergeben hatte. Das Unternehmen stand immer wieder in der Kritik, beispielsweise aufgrund einer langsamen Bearbeitung neu zu registrierender Domains. Deshalb bemühte sich die gemeinnützige RICTA seit Einführung von .rw um die Verwaltung, die ihr letztlich im September 2012 von der ICANN zugestanden wurde.
Im Mai 2013 kündigte die RICTA neue Bedingungen für .rw-Domains an, die eine Preissenkung und die Einführung von Third-Level-Domains beinhalteten; .co.rw, .net.rw und .org.rw wurden eingerichtet. Seitdem ist für die Gebühren von .rw-Domains maßgeblich, ob der Inhaber im In- oder Ausland seinen Sitz hat. Bei letzterem Fall ist die Registrierung bis zu fünfmal teurer. Im Juli 2013 startete die Regierung des Landes außerdem eine Initiative, die den Absatz von .rw-Domains gezielt fördern soll, indem sich lokal ansässige Unternehmen verstärkt mit einer .rw-Domain präsentieren. Zu diesem Zeitpunkt waren 1800 .rw-Domains registriert. Im Januar 2020 waren es etwa 4390.